# Suimanga pit-roig
El suimanga pit-roig (Cinnyris erythrocercus) és un ocell de la família dels nectarínids (Nectariniidae).

## Hàbitat i distribució
Habita zones de ribera, sabanes i encara ciutats de l'est de la República Democràtica del Congo, Sudan del Sud, Uganda, oest de Kenya, Ruanda, Burundi i nord-oest i centre de Tanzània.